# Mons Sarts (stacja metra)
Mons Sarts – stacja metra w Lille, położona na linii 2. Znajduje się w miejscowości Mons-en-Barœul. 
Została oficjalnie otwarta 18 marca 1995. 